# براوليو بايزا (فارس)
براوليو بايزا (بالإنجليزية: Braulio Baeza)‏ هو فارس أمريكي، ولد في 26 مارس 1940 في مدينة بنما في بنما.